# Mathias Gnädinger – Die Liebe seines Lebens
Mathias Gnädinger – Die Liebe seines Lebens ist ein schweizerischer Dokumentarfilm aus dem Jahr 2016 von Stefan Jäger. Es handelt sich um eine Hommage an den 2015 verstorbenen Schweizer Volksschauspieler Mathias Gnädinger. Der 80-minütige Kinofilm kam am 7. April 2016 in die deutschschweizerischen Kinos. Am 1. April 2018, anlässlich seines dritten Todestages, wurde die kürzere, 52-minütige TV-Version auf SRF 1 ausgestrahlt.

## Handlung
Die Dokumentation beschreibt Mathias Gnädingers Leben und Wirken, seine Werke und sein Schaffen. Gnädinger wirkte in zahlreichen Theatern, Fernseh- und Kinofilmen mit. Viele Eindrücke davon werden im Film visuell behandelt, inklusive einiger Aufzeichnungen ausgewählter Theaterstücke. Seine Frau Ursula Gnädinger kennt ihn besser als jeder andere. Sie versucht zu erklären, wie sie mit der Trauer umgeht und mit dem eindrücklichen Erbe an Kultur, das er hinterliess. Gnädinger lernte seine Frau bereit im Alter von zwölf Jahren kennen. Dazwischen trieb es sie in unterschiedliche Richtungen, doch nach der Jahrtausendwende trafen sie sich wieder und kamen zusammen – eine ungewöhnliche Liebesgeschichte.

## Hintergrund
Aufgrund seines plötzlichen Todes im Jahr 2015 entschied sich der Schweizer Regisseur Stefan Jäger, den Spuren Gnädingers nachzugehen. Wie es für die betroffenen Mitmenschen nach dem Tod weitergehen kann und was der Tod bedeutet, zitiert Mathias mit einem Spruch von Niklaus Meienberg in seinem Abschiedsbrief: «Tot ist einer erst, wenn sich keiner mehr an ihn erinnert». Laut Jäger war diese Aussage für ihn der Anlass, sich auf die Spurensuche zu begeben.
Stefan Jäger hatte bereits einige Projekte mit Gnädinger durchgeführt. Im Film mit seiner letzten Rolle (Anton Sommer in Der grosse Sommer) führte er Regie.